# کالونگ دو سگارا
کالونگ دو سگارا (به اسپانیایی: Calonge de Segarra) یک منطقهٔ مسکونی در اسپانیا است که در آنیویا واقع شده‌است. کالونگ دو سگارا ۳۷٫۲ کیلومتر مربع مساحت دارد.